# Elastix

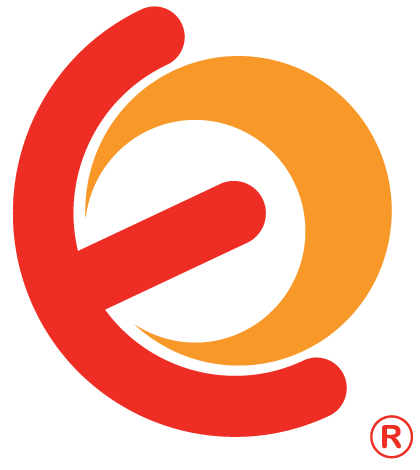
Logomarca

Elastix é uma distribuição livre de Servidor de Comunicações Unificadas que integra em um só pacote:
- VoIP PBX
- Fax
- Mensagem Instantânea
- Correio electrónico
- Colaboração

Elastix implementa grande parte de sua funcionalidade sobre 4 programas de software muito importantes como: Asterisk, Openfire e Postfix. Essas funções fornecem um PBX, Fax, Mensagem Instantânea e Correio electrónico respectivamente.

## Características
É muito difícil fazer uma lista com todas as características do Elastix em uma simples lista, mas as mais importantes são (baseado no Elastix 1.1):

### VoIP PBX
- Gravação de chamadas com interface vía Web
- Voicemails com suporte para notificação por e-mail
- IVR(resposta interactiva de voz) configurável e bastante flexível
- Suporte para sintetização de voz
- Ferramenta para criar lotes de extensões no qual facilita novas instalações
- Cancelador de eco integrado
- Provisionador de telefones via Web. Isto permite instalar números de telefones em curto tempo.
- Suporte para Vídeo-telefones
- Interface de detecção de hardware de telefonia
- Servidor DHCP para asignação dinâmica de IPs a Telefones IP.
- Painel de operador. Desde donde o operador pode ver toda la actividade telefónica de maneira gráfica e realizar acções simples como drag-n-drop como transferências, estacionar chamadas, etc
- Relatórios de Chamadas detalhadas (CDRs) com apoio para a pesquisa por data, dimensão e outros critérios
- Tarifação informando o consumo por destino
- Informação sobre o uso dos canais de tecnologia (SIP, ZAP, IAX, Local, H323)
- Suporte fila de espera
- Centro de conferencias. Desde donde se pode programar conferencias permanentes ou temporárias.
- Suporte protocolo SIP, IAX, H323, MGCP, SKINNY entre outros.
- Codecs suportados: ADPCM, G.711 (A-Law & μ-Law), G.722, G.723.1 (pass through), G.726, G.729 (sem comprar licença comercial), GSM, iLBC
- Suporte para interfaces analógicas FXS/FXO
- Suporte para interfaces digitais E1/T1/J1 través de protocolos PRI/BRI/R2
- Suporte para interfaces bluetooth para móveis (canal chan_mobile)
- Identificação de chamadas
- Troncalização
- Rotas de entrada e saída pelas quais poderá ser configurada por marcação correspondência padrão, que dá grande flexibilidade
- Suporte para follow-me
- Suporte para paging e intercom. O telefone também deve suportar esse recurso
- Suporte para condições de tempo. Definir que a central se comporte de um modo diferente de acordo com o horário.
- Suporte para PINs de segurança
- Suporte DISA
- Suporte Callback
- Editor Web de arquivos de configuração de Asterisk
- Aceso interactivo desde a Web e da consola do Asterisk

### Fax
- Servidor de Fax com administração via Web
- Visor de Faxes integrado, podendo descarregar os faxes via Web em formato PDF.
- Aplicações fax-a-email
- Personalização de faxes-a-email
- Controle de aceso para clientes de fax
- Integração com WinprintHylafax. Esta aplicação permite, desde qualquer aplicação Windows, enviar e imprimir um documento e este realmente se envía por fax.
- Web e-mail modelos configurador

### General
- Ajuda on-line
- Elastix está traduzido em 22 idiomas
- Monitoramento dos recursos do sistema
- Configurador de parâmetros de rede
- Controlo de ligar/desligar da central via Web
- Gerenciamento centralizado de usuários e perfis através dos meios de comunicação ACLs
- Gerenciamento centralizado de atualizações
- Suporte para copias de seguridad e restauração da mesmas via Web
- Suporte para temas o skins
- Interface para configurar encerramento/hora/fuso horário da central

### Email
- Servidor de correio electrónico com suporte multidominio
- Administração via Web
- Interface de configuração de Relay
- Cliente de Email baseado na Web
- Suporte para "quotas" configurável via Web
- Suporte Anti-spam

### Colaboração
- Calendário integrado com PBX com suporte para aviso de voz
- Libreta telefónica (Phone Book) con capacidad clic-to-call
- Produtos como CRM integrados na interface como vTigerCRM y SugarCRM
- saiba mais no canal youtube.com.br/user/OREIDOPABX

### Extras
- Interface de gerenciamento das placas de telefonia baseada no software A2Billing
- CRM completo baseado no produto vTigerCRM
- Versão de código aberto de SugarCRM

### Centro de chamadas
- Módulo de centro de chamadas com marcador predictivo incluído. Más detalhes deste módulo mais abaixo.

### Mensagem instantânea
- Servidor de mensagem instantânea baseado em OpenFire e integrado a PBX com suporte para protocolo XMPP, no que permite usar uma ampla gama de clientes de mensagem instantânea disponíveis
- Iniciar uma chamada partir do cliente de mensagem (Spark)
- No servidor de mensagem é configurável via web
- Suporta grupos de usuários
- Suporta conexão a outras redes de mensagem como MSN, Yahoo Messenger, GTalk, ICQ, etc. Isto permite estar conectado a varias redes desde do mesmo cliente
- Informação de secção de utilizadores
- Suporte para plugins
- Suporta LDAP
- Suporta conexão server-to-server para compartilhar usuários

## Suporte para hardware de telefonia
Elastix conta com um bom suporte para hardware de telefonia, contando com drivers para os principais fabricantes de placas como:
- Khomp
- OpenVox
- Digium
- Sangoma
- Rhino Equipment
- Xorcom
- Yeastar

A maioria desses controladores são suportados a través de drivers do projecto Zaptel o versões modificadas do mesmo. Outros que suportam na base do projecto mISDN e outros.
Elastix também suporta muitas marcas de telefones graças a os protocolos SIP e IAX que o Asterisk permite. Estes protocolos são abertos permitindo que praticamente qualquer fabricante possa implementar um telefone que se comunique sobre esses standart.
Alguns fabricantes de telefones suportados são:
- Polycom
- Khomp
- Atcom
- Aastra
- Linksys
- Snom
- Cisco
- Nokia
- UTstarcom

## Módulo central das chamadas
Elastix é a primeira distribuição em oferecer um modulo de centro de chamadas com marcador predicativo incluído sendo totalmente software livre. Este módulo poderá ser instalado de maneira muito fácil através do "carregador de módulos" que esta na interface do Elastix.
Com este módulo a implementação de um projecto de central de chamadas se pode realizar em um tempo muito menor do que o habitual.
O módulo central de chamadas poderá incluir muitas campanhas de chamadas de entrada como de saída. Algumas da suas características são:
- Suporte para lista de números a não chamar (Do-Not-Call List)
- Suporte para campanhas de entrada e de saída
- Associação de formulários por campanha
- Associação de guião por campanha
- Consola de agente
- Suporte para breaks, sendo isso configurável para diferentes tipos
- Marcador preditivo de código aberto
- Informes avançados

## História do projecto
Elastix foi criado e é atualmente mantida pela empresa equatoriana Paulo Santo Solutions. Elastix foi liberada pela primeira vez em Março de 2006, mas não se tratava de uma distribuição, mas sim uma interface para exibir registos detalhados de chamadas para Asterisk, foi só no final de Dezembro de 2006, quando foi lançado como uma distribuição que apresentava muitas ferramentas sob uma única interface web que chamou a atenção por sua usabilidade.
Desde então, esta divisão, até à data tem continuado a crescer em popularidade e é agora um dos favoritos do mercado. Em 2007, o projeto foi nomeado em 2 categorias para os prêmios CCA SourceForge